# Roman Jakič

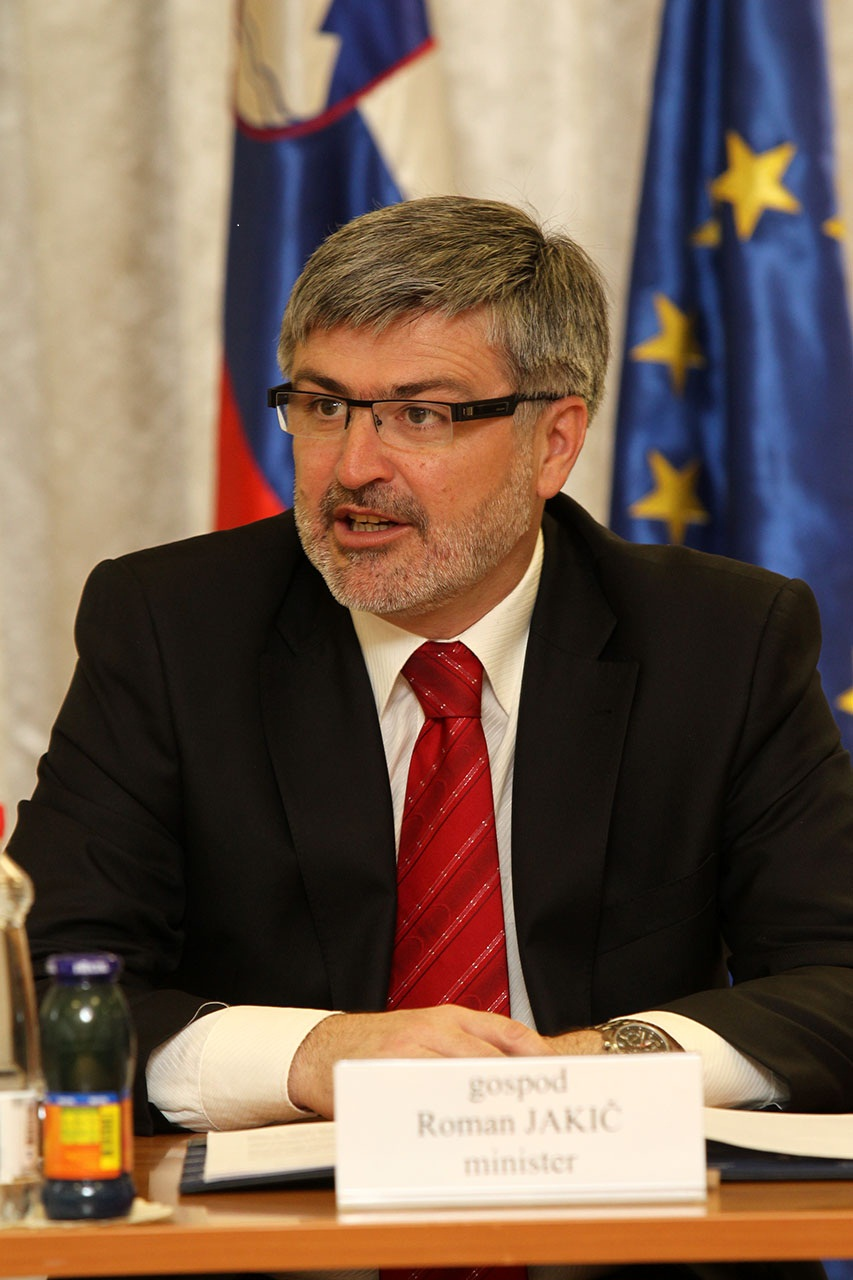
Roman Jakič em 2013

Roman Jakič (nascido a 1 de Maio de 1967, em Liubliana) é um político esloveno. Ele foi membro do Parlamento Europeu em 2004 e serviu como ministro da Defesa de 2013 a 2014.